# Morton Schamberg
Morton Livingston Schamberg (Filadelfia, 15 ottobre 1881 – 13 ottobre 1918) è stato un pittore e fotografo statunitense di origini ebree e tedesche, esponente del modernismo. Fu uno dei primi artisti americani a sfruttare le qualità artistiche dei soggetti industriali. Schamberg è considerato un pioniere del precisionismo e fra i primi degli Stati Uniti ad adottare lo stile cubista..

## Biografia

### Formazione
Nato a Filadelfia nel 1881, Schamberg si diplomò alla Central High School di Filadelfia, e conseguì una laurea in architettura presso l'Università della Pennsylvania nel 1903. Nel 1902, tuttavia, si appassionò di arte quando frequentava un corso tenuto nei Paesi Bassi da William Merritt Chase. Egli prese parte a un altro corso con Chase durante l'estate del 1903, in Inghilterra, e poi studiò con lui per tre anni alla Pennsylvania Academy of the Fine Arts. Mentre era in Italia, nel 1908, nel corso delle lezioni di Chase, Schamberg incontrò Charles Sheeler, compagno di studi con cui strinse un profondo legame d'amicizia. Mentre si trovavano nella penisola, i due studiarono le opere dei maestri del Rinascimento.

### Carriera

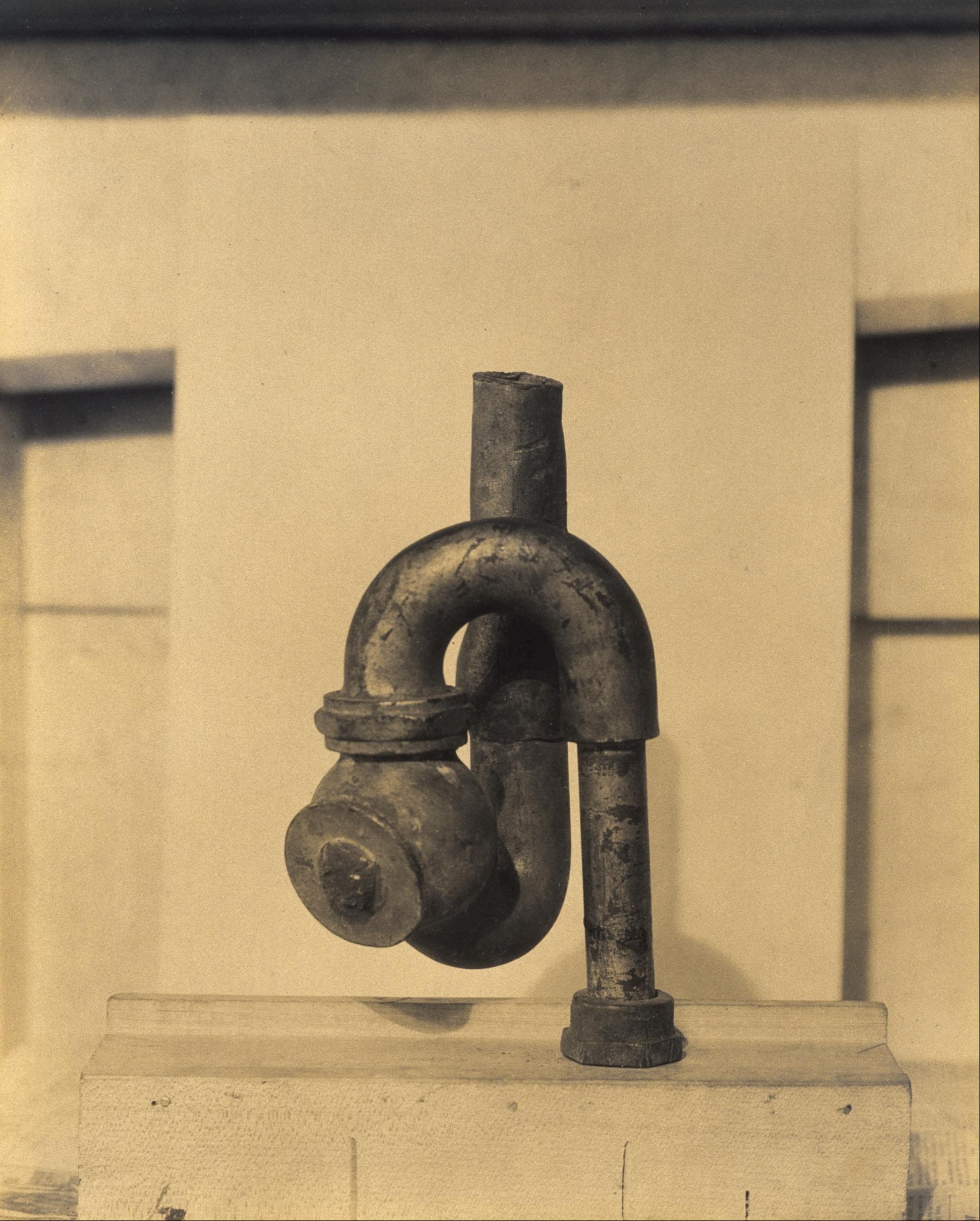
God (1917)

Sempre nel 1908, Schamberg si trasferì a Parigi, dove divenne socio della cerchia di artisti e scrittori d'avanguardia di Leo e Gertrude Stein. Schamberg tornò a Filadelfia nel 1909. Lui e Sheeler affittarono alcuni studi di un edificio del centro, e una fattoria nella contea di Bucks da usare nei fine settimana e durante l'estate.
Schamberg tenne la sua prima mostra personale nel 1910, alle McClees Galleries di Filadelfia, ove espose i suoi primi paesaggi e ritratti su larga scala ritraenti l'amica Fanette Reider. Per guadagnarsi da vivere, Schamberg iniziò a lavorare come fotografo ritrattista, per poi passare agli scatti di edifici urbani. Schamberg fu uno dei pittori che presero parte al famoso Armory Show, tenuto a New York nel 1913. Furono cinque i dipinti modernisti dell'artista messi in mostra durante l'evento.
Socio del collezionista d'arte Walter Conrad Arensberg, Schamberg espose un dipinto e un disegno nella prima mostra della Society of Independent Artists di Arensberg, che avvenne nel 1917.

### Morte
Schamberg morì di influenza spagnola il 13 ottobre 1918. Venne sepolto il 15 ottobre nell'Adath Jeshurun Cemetery di Filadelfia il 15 ottobre, il giorno che sarebbe stato il suo trentasettesimo compleanno. Prima di spirare, l'artista aveva trascorso un certo periodo della sua vita in un albergo di Filadelfia, con il padre, anch'egli morto a causa della pandemia.

## Stile e tecnica
Dopo aver realizzato diverse tele fortemente influenzate dallo stile di Chase, Schamberg si fece ispirare dai modernisti europei, come confermano le sue opere realizzate fra il 1908 e il 1912, che sono in qualche modo debitrici di Cézanne, Matisse e Picasso.
Nel 1915, Schamberg iniziò a dipingere forme meccaniche, probabilmente ispirate a dadaisti di New York come Marcel Duchamp e Francis Picabia. Questi ultimi dipinti spaziavano da illustrazioni, a tele che riflettevano l'interesse dell'artista per il cubismo, i fauves e il futurismo.
L'unica opera scultorea accreditata a Schamberg che riflette una "pura" sensibilità dada è l'assemblage God (1917). Tuttavia, alcuni storici ritengono che la scultura fosse stata in realtà frutto di una collaborazione con la "baronessa" Elsa von Freytag-Loringhoven, e che lui l'avesse fotografata.
Il pacifismo di Schamberg, e le sue paure scaturite dalla prima guerra mondiale lo spinsero però a rinunciare alle opere che celebrano le macchine per dedicarsi agli acquerelli. Dalle opere di quest'ultima fase ci è pervenuto un solo esemplare: una natura morta con ciotola di fiori.

## Vita privata
Schamberg era il figlio più giovane di una famiglia composta da ebrei tedeschi, fra cui il padre Henry, che era un commerciante di bestiame. La madre, originaria della Pennsylvania, morì quando Schamberg era un bambino.

## Galleria d'immagini

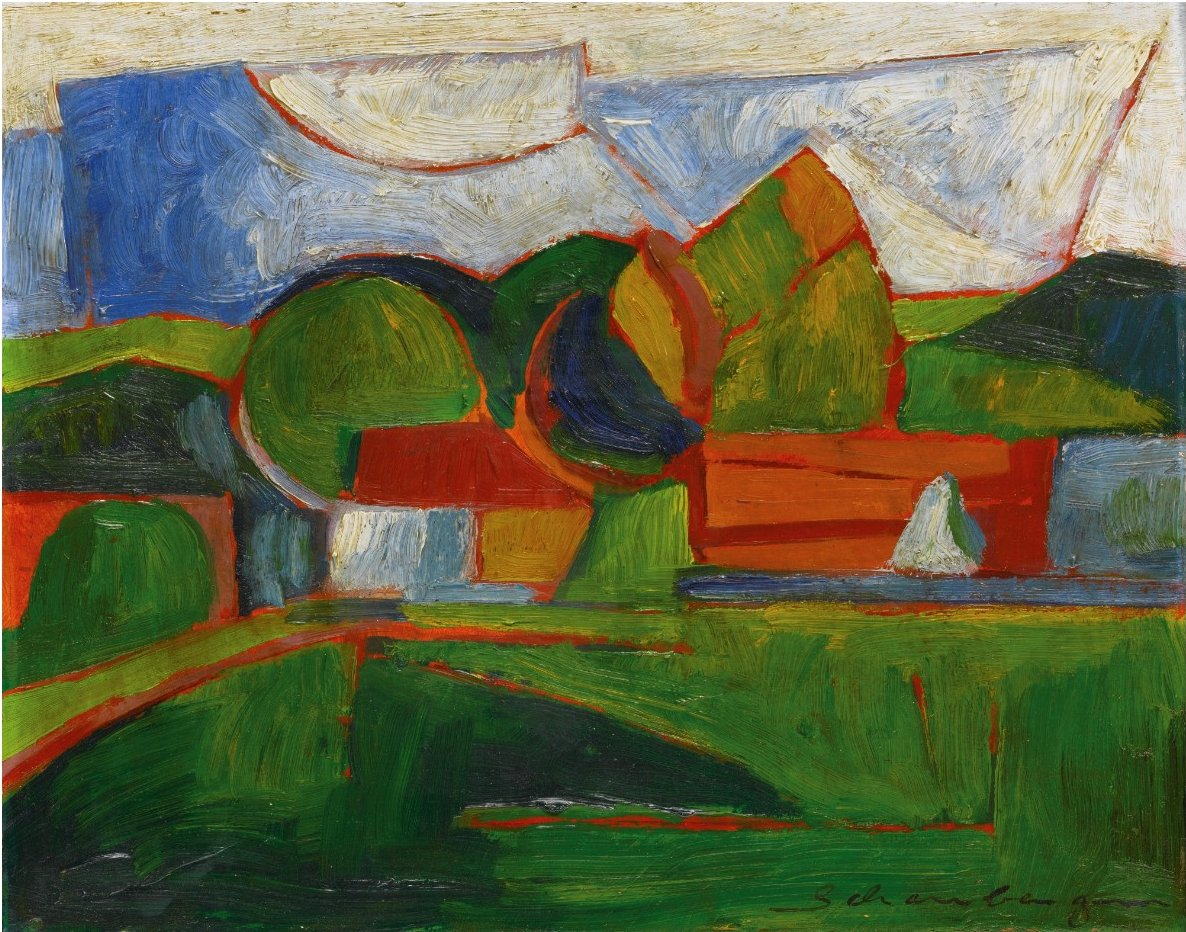
Abstract Landscape (ca. 1910-13)
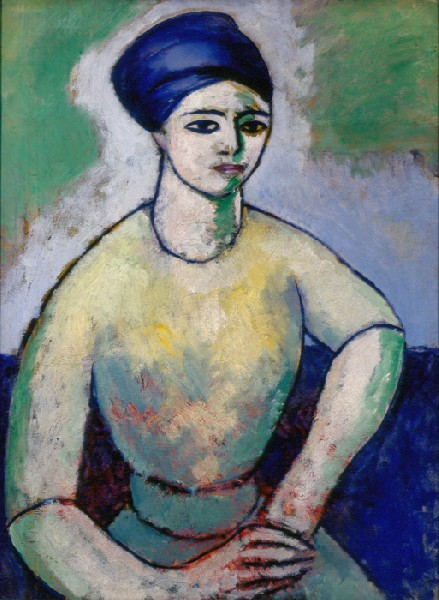
Study of a Girl (ca. 1911)
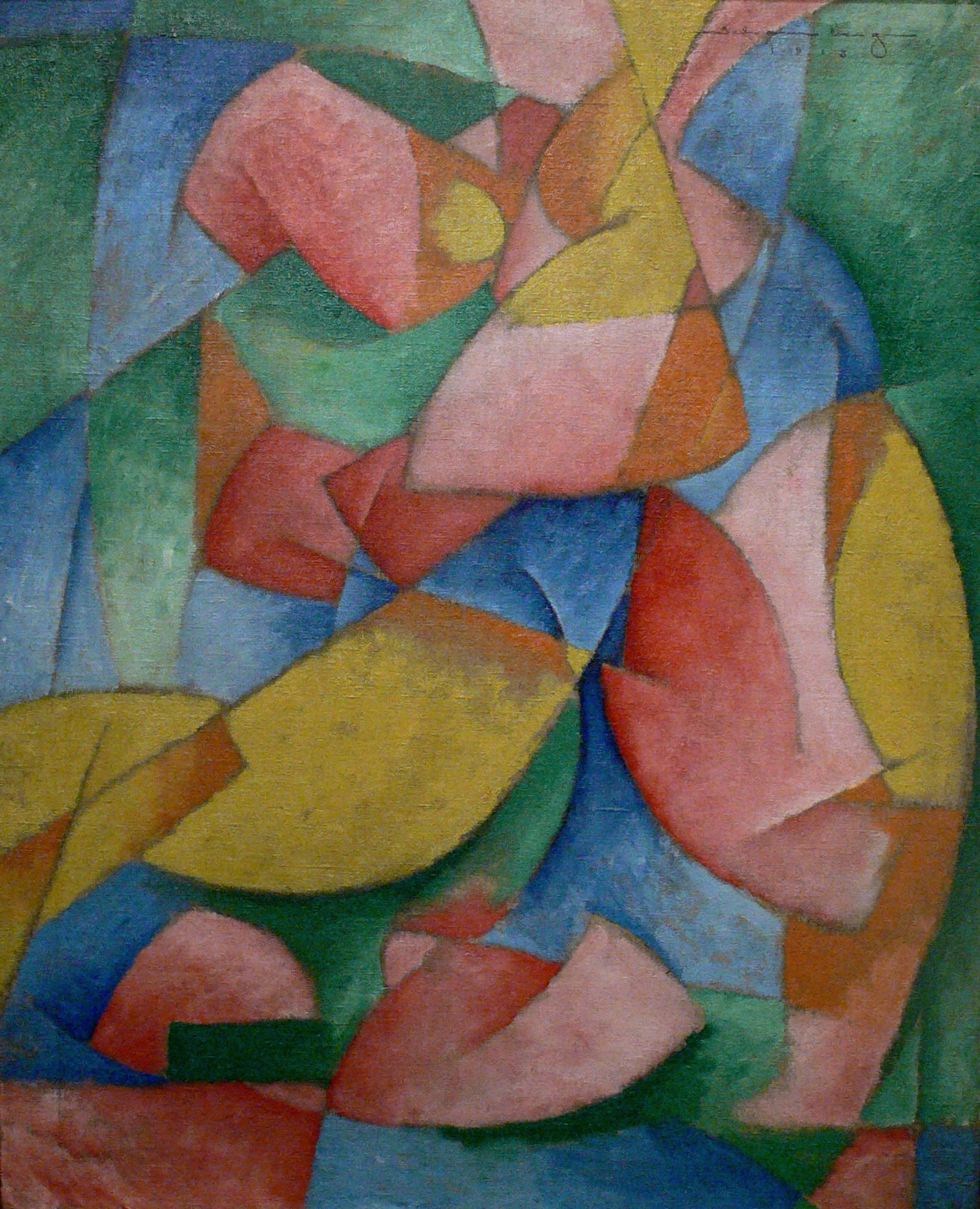
Figure (1913)
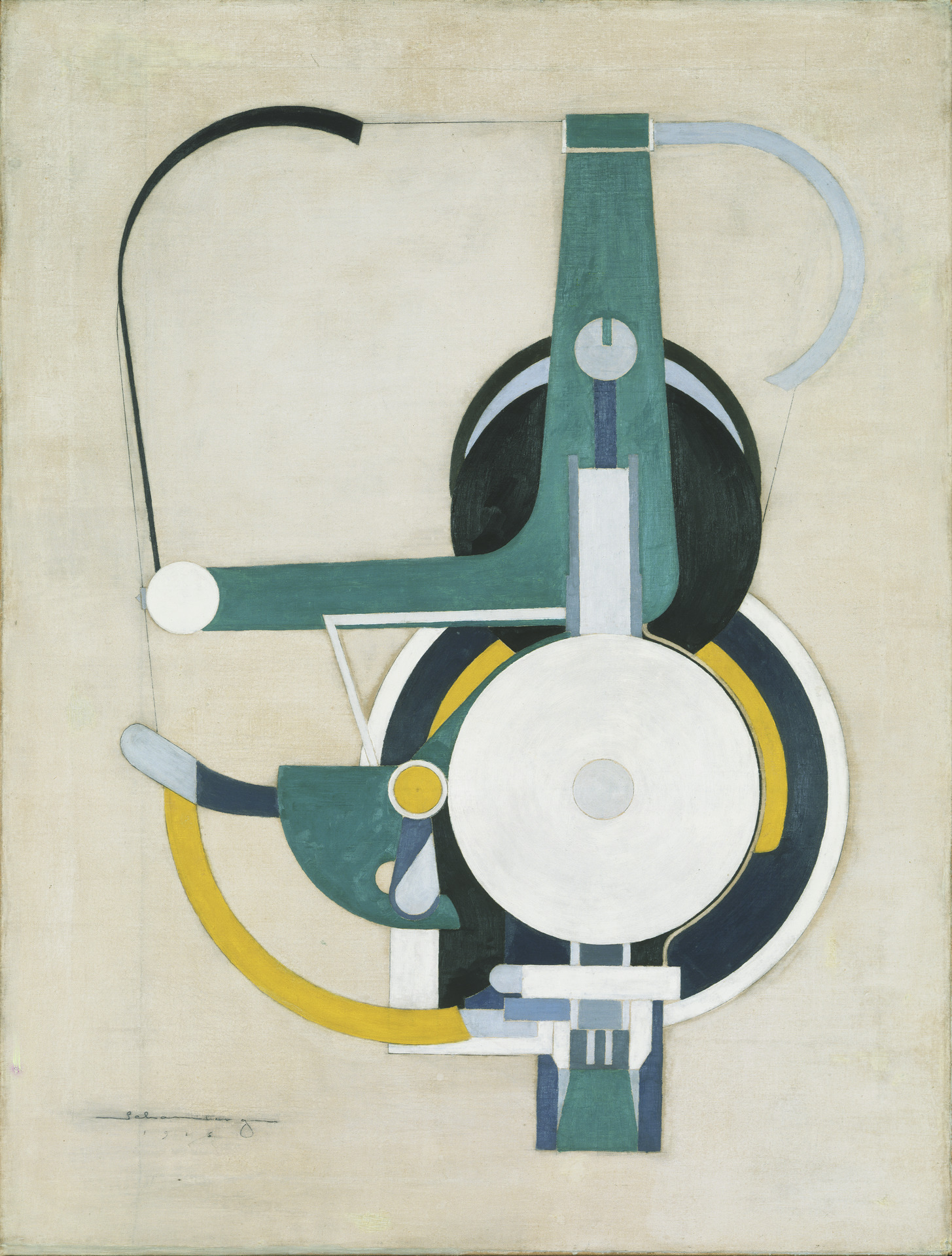
Painting (formerly Machine) (1916)
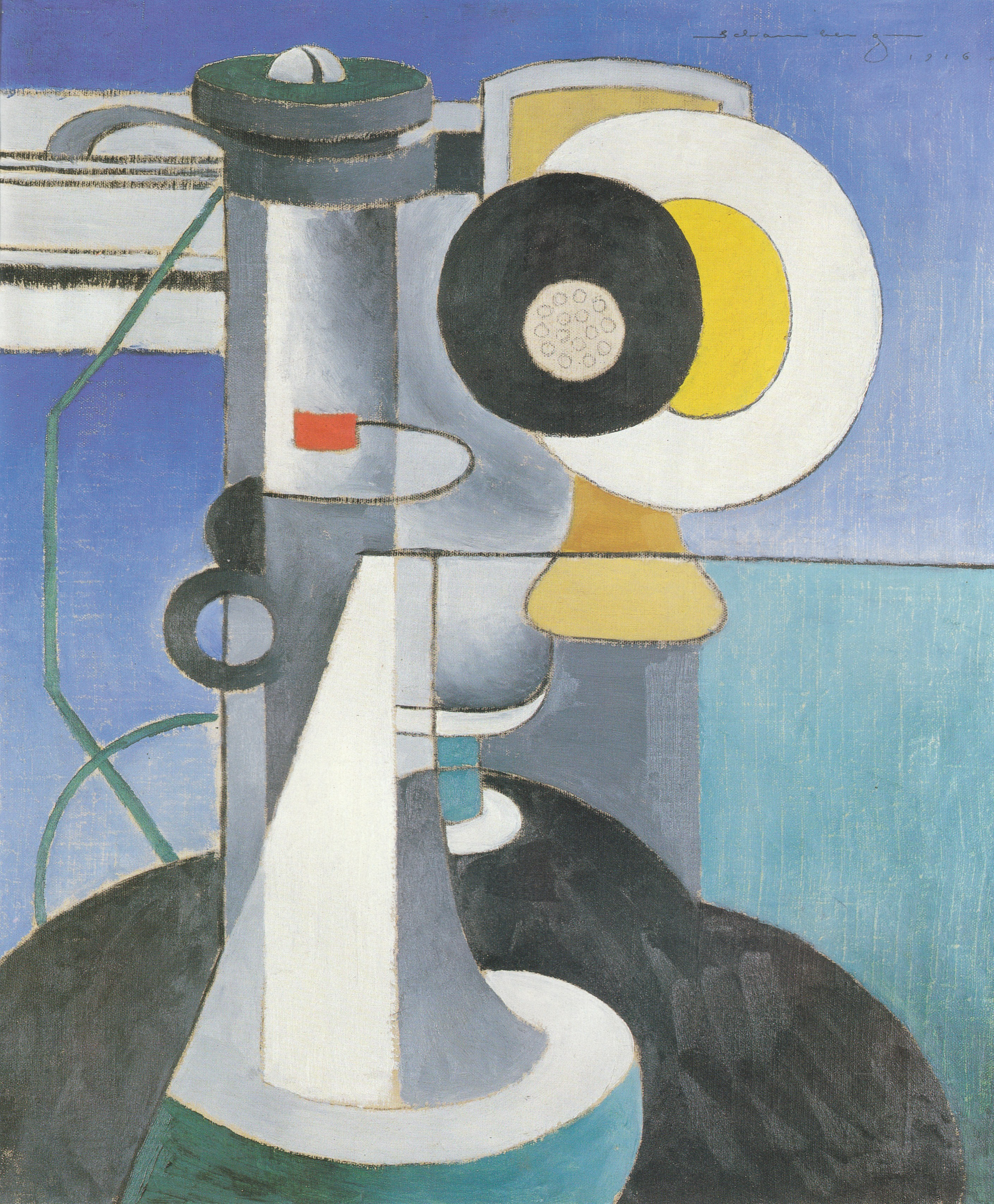
Telephone (1916)
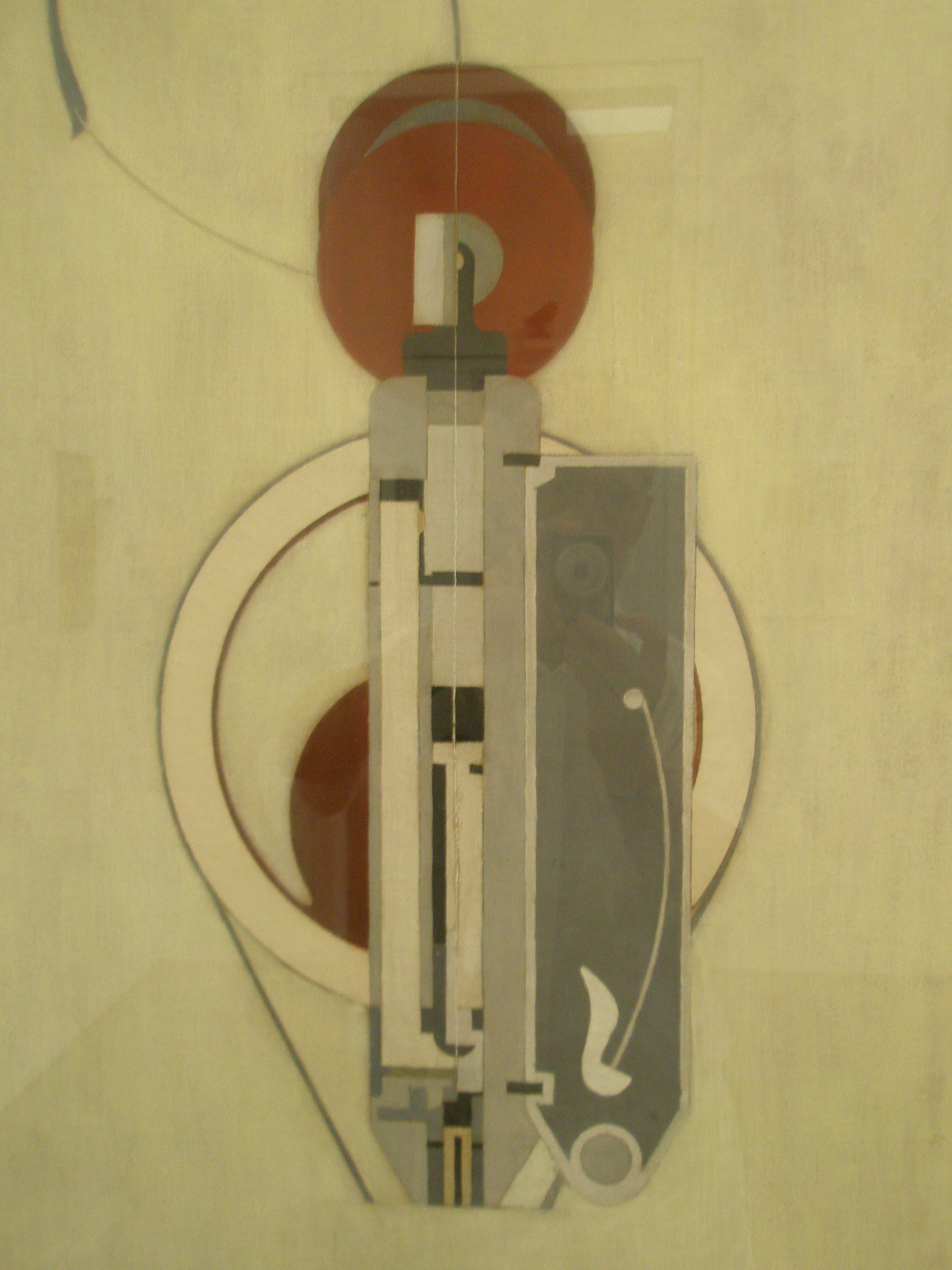
Painting VIII (Mechanical Abstraction) (1916)
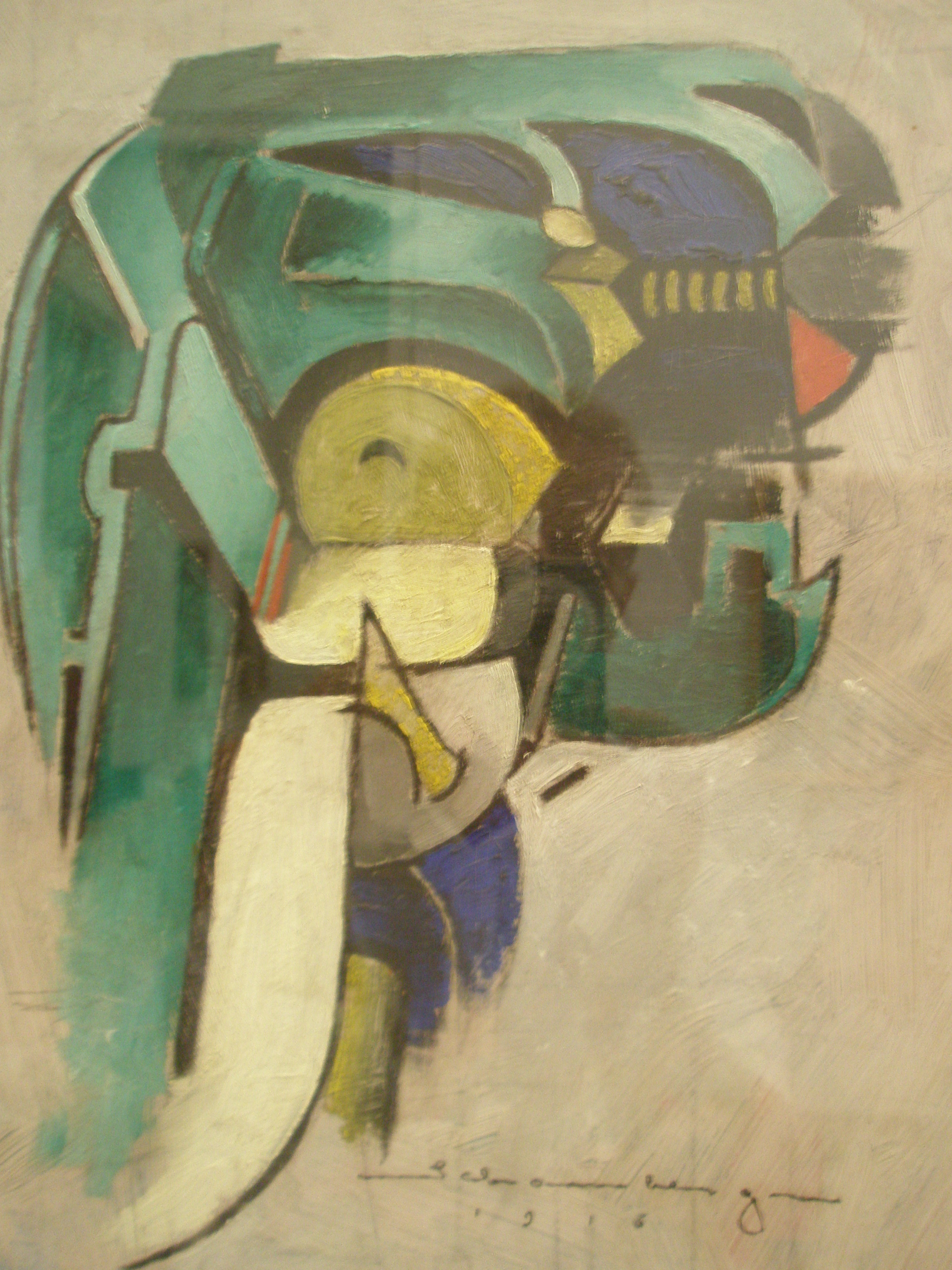
Painting IV (Mechanical Abstraction) (1916)
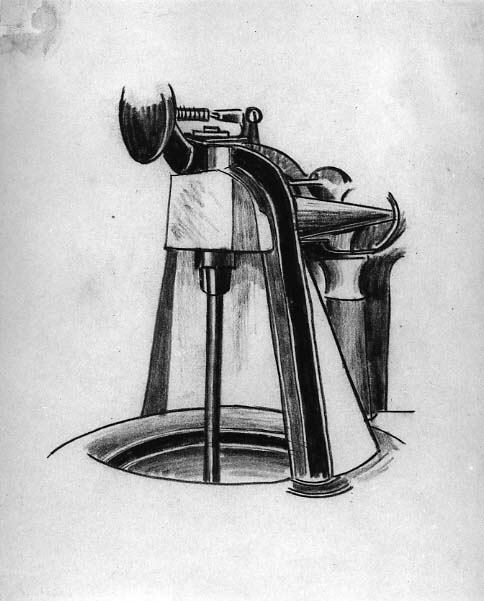
Study for "The Well" (1916)